# Guerre civile géorgienne
Pour les articles homonymes, voir Liste des guerres civiles en Géorgie.
La guerre civile géorgienne est un conflit post-soviétique qualifié de « guerre civile tripartite », qui opposa le Conseil d'État géorgien d'Edouard Chevardnadzé, les forces partisanes de l'ancien président Zviad Gamsakhourdia et les indépendantistes d'Abkhazie et d'Ossétie du Sud. S'étendant sur une période de deux ans (1991-1993), cette guerre civile représenta pour la Géorgie qui avait récemment acquis son indépendance, une période de désolation et de dislocation, le Kremlin soutenant deux camps opposés, le Conseil d'État et les sécessionnistes, luttant chacun contre les partisans de l'ancien dissident soviétique Zviad Gamsakhourdia.

## Origines du conflit
Au moment de la dislocation de l'URSS, les États-Unis et l'ONU ne reconnaissaient pas comme légitimes les agrandissements territoriaux l'URSS à la faveur du Pacte germano-soviétique de 1939 suivis en cela par le Parlement européen,,,). S'appuyant sur cela, l'administration Bush soutint ouvertement les proclamations d'indépendance des trois pays baltes (Estonie, Lettonie, Lituanie), mais considéra l'indépendance des douze autres républiques soviétiques, dont les trois pays transcaucasiens (Géorgie, Arménie et Azerbaïdjan) comme faisant partie des affaires internes soviétiques.
Les mouvements séparatistes des minorités ethniques qu'étaient les Ossètes et les Abkhazes en Géorgie demandèrent dès le début des années 1990 une reconnaissance à part entière. S'appuyant sur leurs prérogatives nationales récemment obtenues, les autorités géorgiennes répondirent à ces prétentions par des opérations militaires afin d'affaiblir au maximum les forces séparatistes. Le 5 janvier 1991, la Garde nationale géorgienne entra à Tskhinvali, capitale de l'Ossétie du Sud, et dès lors, des combats armés se déroulèrent dans et autour de la ville. Le conflit osséto-géorgien fut la première grande crise à laquelle devait faire face le gouvernement du nationaliste Zviad Gamsakhourdia.

## Montée de l'opposition
L'activité de l'opposition contre le gouvernement de Gamsakhourdia causa une dispute politique compliquée qui tourna bientôt au stade de la violence, durant l'automne 1991. À la suite de la dispersion faite par la police nationale d'une grande manifestation des opposants à Tbilissi le 2 septembre, plusieurs d'entre eux furent arrêtés et leurs bureaux détruits, tandis que les journaux anti-gouvernementaux furent fermés. À ce moment, la Garde nationale de Géorgie, principale force du Parlement, se retrouva divisée en deux fractions : une pro et une anti-Gamsakhourdia. Pendant ce temps, une nouvelle organisation militaire, la Mkhedrioni (menée par l'ancien criminel Djaba Iosseliani), rejoignit le camp de l'opposition.
Les manifestations et la formation de barricades marquèrent les trois mois suivants. Le 22 septembre, les premiers décès se produisirent. Le 24 septembre, l'État d'urgence fut déclaré à Tbilissi. Le 4 octobre, les groupes anti-Gamsakhourdia attaquèrent les partisans du gouvernement et tuèrent un partisan du président. À la fin du mois d'octobre 1991, la majorité des chefs du parti d'opposition PDN (Parti national démocratique), dirigé par Giorgi Tchantouria, furent arrêtés à leur tour. La situation dégénéra bientôt en affrontements quand les partisans armés de Tenguiz Kitovani, leader limogé de la Garde nationale, se retirèrent dans la périphérie de Tbilissi. Ils y restèrent jusqu'à la fin du mois de décembre 1991, quand le combat pour le pouvoir s'intensifia avec l'opposition qui prétendait que le président Gamsakhourdia n'avait laissé aucune chance de résoudre le conflit dans la paix.

## Le Coup d'État
Le 20 décembre 1991, les combattants de Kitovani revinrent en force pour commencer la dernière attaque contre Gamsakhourdia. Les opposants armés libérèrent Djaba Iosséliani, le leader de la Mkhedrioni, avant de commencer à monter des barricades au centre de la capitale. Le 22 décembre, les rebelles prirent possession de plusieurs bâtiments gouvernementaux et attaquèrent le Parlement, où le président Zviad Gamsakhourdia et ses partisans s'étaient réfugiés. À ce moment critique de la situation, les révoltés contrôlaient déjà la plus grande partie de Tbilissi et ils anéantirent les dernières positions gouvernementales en séparant les manifestations pro-Gamsakhourdia. Ils tiraient sur la population, tuant et blessant plusieurs personnes.
Le 6 janvier 1992, le président Gamsakhourdia et d'autres membres de son gouvernement furent forcés de quitter la Géorgie pour l'Arménie avant de rejoindre la Tchétchénie, dont l'indépendance avait été reconnue par Gamsakhourdia, où ils furent reçus par le président sécessionniste Djokhar Doudaïev. Là, Gamsakhourdia dirigea un gouvernement en exil pendant dix-huit mois.
Durant les quelques jours suivant le coup d'État, des combats continuèrent, notamment sur le boulevard Roustavéli, la principale artère de Tbilissi, où pas moins de 113 manifestants furent tués.

## La Résistance zviadiste
Après le coup d'État, un gouvernement intérimaire du nom de Conseil militaire fut formé en Géorgie. Initialement, il fut mené par un triumvirat composé de Djaba Iosséliani, Tenguiz Kitovani et Tenguiz Sigoua, l'ancien premier ministre limogé de Gamsakhourdia, mais il fut bientôt laissé à la seule direction d'Edouard Chevardnadze, l'ancien chef communiste, qui retourna à Tbilissi en mars 1992. Les élections gouvernementales de 1992 établirent Chevardnadze comme président du Parlement et chef d'État.

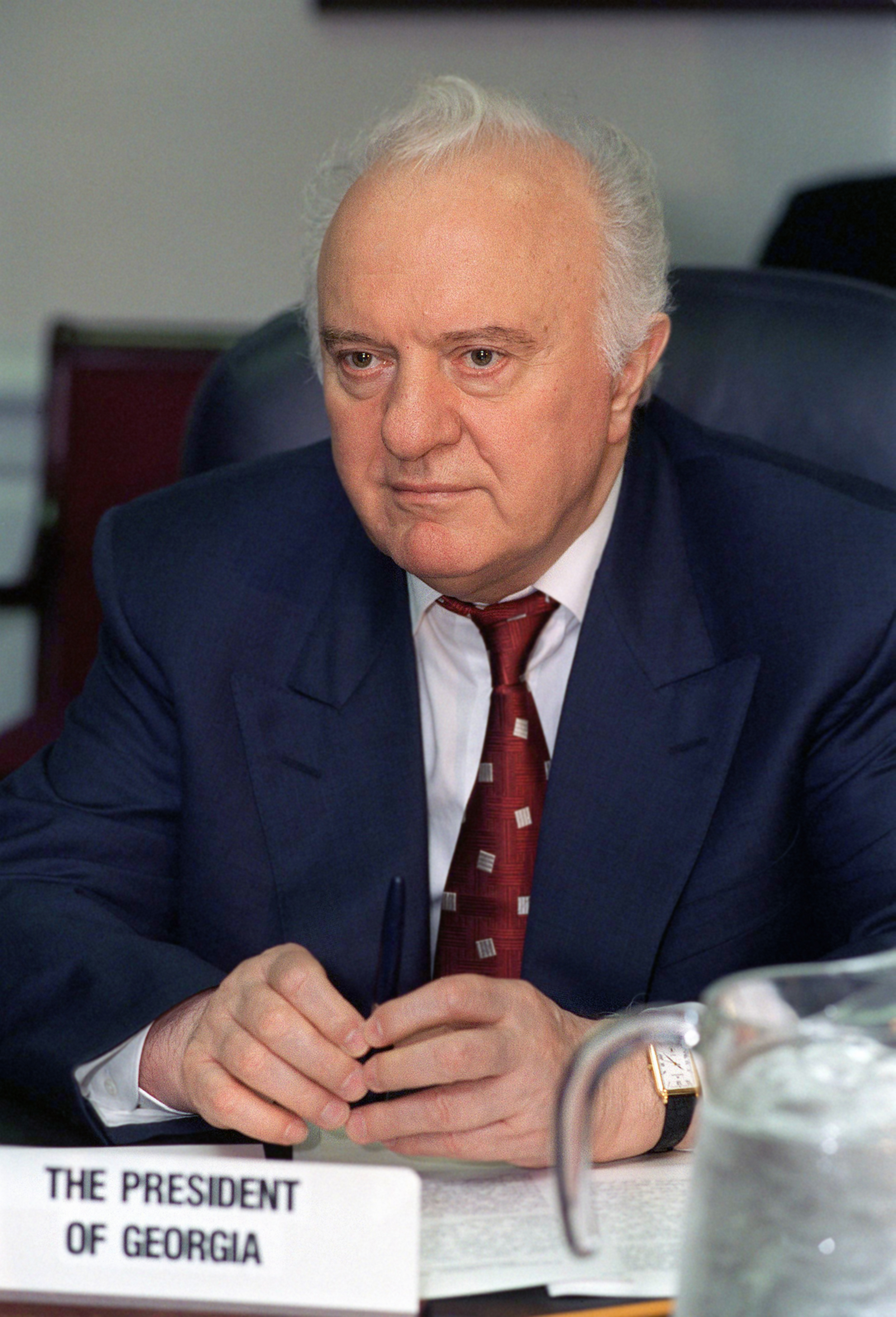
Edouard Chevardnadzé fut choisi pour diriger le Conseil militaire après le coup d'État de janvier 1992.

Zviad Gamsakhourdia, malgré son absence, continua de recevoir un support substantiel depuis la Géorgie, et plus particulièrement des régions rurales et de sa région natale de Mingrélie, dans l'ouest du pays. Les partisans du chef du gouvernement en exil, les « zviadistes », répondirent au coup d'État par des manifestations dans les rues de Tbilissi qui furent brutalement dispersées par les forces gouvernementales et parlementaires. Des affrontements entre les groupes pro et anti-Gamsakhourdia continuèrent entre 1992 et 1993 et les zviadistes réussirent même à prendre en otage plusieurs membres du gouvernement ou des parlementaires lors de terribles raids. L'un des plus sérieux incidents se déroula dans la capitale, le 24 juin 1992, quand les zviadistes prirent contrôle de la Télévision d'État. Toutefois, ils furent expulsés quelques heures plus tard par la Garde nationale.
Les zviadistes armés tentaient en plus d'empêcher les forces du nouveau gouvernement de prendre le contrôle de la Mingrélie, d'où venait la famille Gamsakhourdia, région qui devint bientôt la base de la force des opposants. Plusieurs actes de violence et atrocités commis par la Mkhedrioni et les autres groupes militaires parlementaires contribuèrent aux nombreuses confrontations entre la population et le régime de Chevardnadze.
À la suite du coup d'État et des nombreux affrontements militaires qui se produisaient dans l'ouest de la Géorgie, Aslan Abachidze, leader de la république autonome d'Adjarie (sud-ouest du pays), ferma la frontière administrative et interdit aux deux camps de rentrer sur le territoire adjare. Cela établit alors le régime semi-séparatiste d'Abachidze dans la région et créa des problèmes à long terme dans les relations entre le gouvernement régional et le gouvernement central de Tbilissi ; problèmes qui ne s'achèveront qu'en 2004 avec l'exil d'Aslan Abachidze.

## Le Troisième front: les séparatistes
En février 1992, les combats s'accentuèrent en Ossétie du Sud avec des participations sporadiques de la Russie. Se retrouvant face à une instabilité intérieure et un chaos politique, Chevardnadzé accepta les négociations pour éviter une confrontation directe avec Moscou. Un cessez-le-feu fut accordé et le 14 juillet 1992, une opération de maintien de la paix tripartite (contenant une “Commission de contrôle unie” constituée de Russes, de Géorgiens et d'Ossètes) fut organisée.
L’été 1992, les tensions avec une autre région sécessionniste, l'Abkhazie, éclatèrent au point de développer un conflit abkhazo-géorgien à part entière. Le 14 août, les forces géorgiennes entrèrent en Abkhazie dans le but de désarmer la milice séparatiste. À la fin de septembre 1993, les indépendantistes également soutenus par la Russie réussirent à prendre la capitale régionale, Sokhoumi, après d'intenses combats qui durèrent jusqu'au 27 septembre. La défaite de l'armée géorgienne fut suivie par un nettoyage ethnique sans pitié de la majorité des Géorgiens qui vivaient en Abkhazie. La guerre fit environ 20 000 morts des deux côtés et pas moins de 260 000 réfugiés et déplacés internes.

## 1993
Durant la guerre d'Abkhazie, le rôle de la milice de Vakhtang Kobalia (dit Loti, l’Ivre), la principale force des partisans de l'ancien président, continua à être objet de controverse. Cette milice combattit du côté géorgien lors de la bataille de Tamich en Abkhazie et joua un rôle très important dans la défaite des commandos abkhazes et circaucasiens. Cette étape fut qualifiée par Chevardnadzé de « début d'une réconciliation ». Mais au même moment, les miliciens arrêtèrent leurs activités avec l'anticipation de la chute de Sokhoumi et le mécontentement public vis-à-vis du gouvernement de Chevardnadzé. La nuit du 9 au 10 juillet 1993, 72 députés de l'ancien Conseil suprême de Gamsakhourdia exilés en janvier 1992 organisèrent une session à Zougdidi et déclarèrent la « restauration du gouvernement légitime » dans cette capitale de la Mingrélie. De juillet à août, la milice de Kobalia établit en effet un contrôle significatif d’une grande partie de la province de Mingrélie.
En septembre 1993, Zviad Gamsakhourdia profita des combats en Abkhazie pour retourner à Zougdidi, où il rallia à sa cause plusieurs Géorgiens enthousiastes mais désorganisés de la Mingrélie, tous opposés au gouvernement impopulaire et démoralisé de Chevardnadzé. Par la même occasion, Gamsakhourdia représenta ainsi le retour des secours pour les forces géorgiennes après le désastre abkhaze. La réalité fut bien moins belle : son retour fit désarmer une grande partie des troupes géorgiennes qui quittèrent en vitesse la région séparatiste pour rejoindre la Mingrélie. L'avancée de l'ancien président incita Chevardnadzé à joindre la Communauté des États indépendants, qui assista militairement le gouvernement de Tbilissi. À la mi-octobre, l'addition des armes, de l'assistance technique et du support officiel de la Russie démoralisa de nouveau le camp Gamsakhourdia. Le 20 octobre, deux mille soldats russes avancèrent en Géorgie pour protéger les lignes de fer géorgiennes.
Le 22 octobre 1993, les forces gouvernementales lancèrent une offensive contre les rebelles zviadistes, offensive menée par le colonel Kobalia, désormais dans le camp Chevardnadzé, soutenu par l'armée russe. Il occupa bientôt la province de Mingrélie, mais les forces de Gamsakhourdia ripostèrent le 27 octobre. De lourds combats se déroulèrent alors autour des villes de Khobi et Senaki. Le 2 novembre, à la suite d'un accord entre Edouard Chevardnadzé et le commandant en chef de la flotte russe de la Mer Noire, l'amiral E. Baltin, des bâtiments russes s'amarrèrent à Poti afin de consolider le contrôle du gouvernement sur cette place stratégique et d'aider à la stabilisation de l'ordre dans la ville. Le 4 novembre 1993, les forces gouvernementales s'abattirent sur les lignes de défense des milices zviadistes et prirent Zougdidi sans combat deux jours plus tard. Zviad Gamsakhourdia et ses gardes du corps s'échappèrent dans les forêts voisines, mais l'ancien président mourut finalement le 31 décembre, dans le village de Djikhachkari, dans des circonstances étranges. La révolte fut terminée et les militaires progouvernementaux ravagèrent la Mingrélie. Plusieurs dizaines de leaders zviadistes furent arrêtés dans les années qui suivirent.

## L'Après-guerre

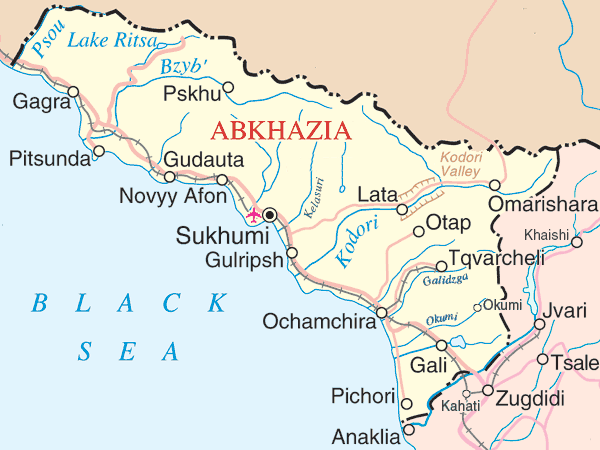
L'Abkhazie reste encore aujourd'hui une source majeure de crise dans le Caucase.

Cette guerre civile de trois ans produisit une décennie d'instabilité politique et de crise économique et sociale en Géorgie. La situation commença par la suite à se stabiliser en 1995. Toutefois, les radicaux zviadistes organisèrent plusieurs actes terroristes et de sabotage. Ils furent même accusés d'être aux origines de la tentative d'assassinat du président Chevardnadzé le 9 février 1998. Quelques jours plus tard, des partisans du défunt Gamsakhourdia prirent en otage quatre observateurs de l'ONU de leur base de Zougdidi. Leur abri fut bientôt découvert et assiégé par les forces gouvernementales qui réussirent à tuer dans une course poursuite le chef des zviadistes, Gocha Eseboua, le 31 mars.
Le 18 octobre 1998, le colonel Akaki Eliava, un ancien zviadiste de Koutaïssi, mena une mutinerie dans l'ouest du pays. Mutinerie qui échouera quelques jours plus tard quand il se réfugia dans les forêts mingrèles. Toutefois, il continua à importuner le gouvernement jusqu'à ce qu'il soit assassiné par des officiers de sécurité en 2000.
Le 26 janvier 2004, le nouvellement élu Mikheil Saakachvili réhabilita officiellement Zviad Gamsakhourdia afin de surmonter les effets politiques de sa destitution et « mettre un terme à la désunion de la société géorgienne ». Il libéra  trente-deux prisonniers politiques qui avaient soutenu le premier président de la République de Géorgie dans les années 1993-1994.
Toutefois, malgré de notables avancées politiques et internes, la Géorgie est encore en proie aux conflits toujours non résolus d'Abkhazie et d'Ossétie du Sud. De nombreux combats sporadiques ont toujours lieu depuis 1993. Ces conflits, qui avaient déjà dégénéré en 1998 en une guerre-éclair entre l'Abkhazie et la Géorgie s'aggravèrent considérablement avec la deuxième Guerre d'Ossétie du Sud d'août 2008, qui avait été précédée par le bombardement géorgien de la capitale sud-ossète, Tskhinvali. Depuis cette dernière guerre, la Russie et quelques autres pays ont reconnu l’indépendance de l’Abkhazie et de l’Ossétie du Sud.